# Saline Sülbeck
Die Saline Sülbeck ist eine seit 1686 bestehende Saline in Sülbeck in Südniedersachsen. Die Bohrtürme aus den Jahren 1865 und 1882 sowie das Sole-Reservoir von 1882 gelten seit 1984 als Technische Denkmale.

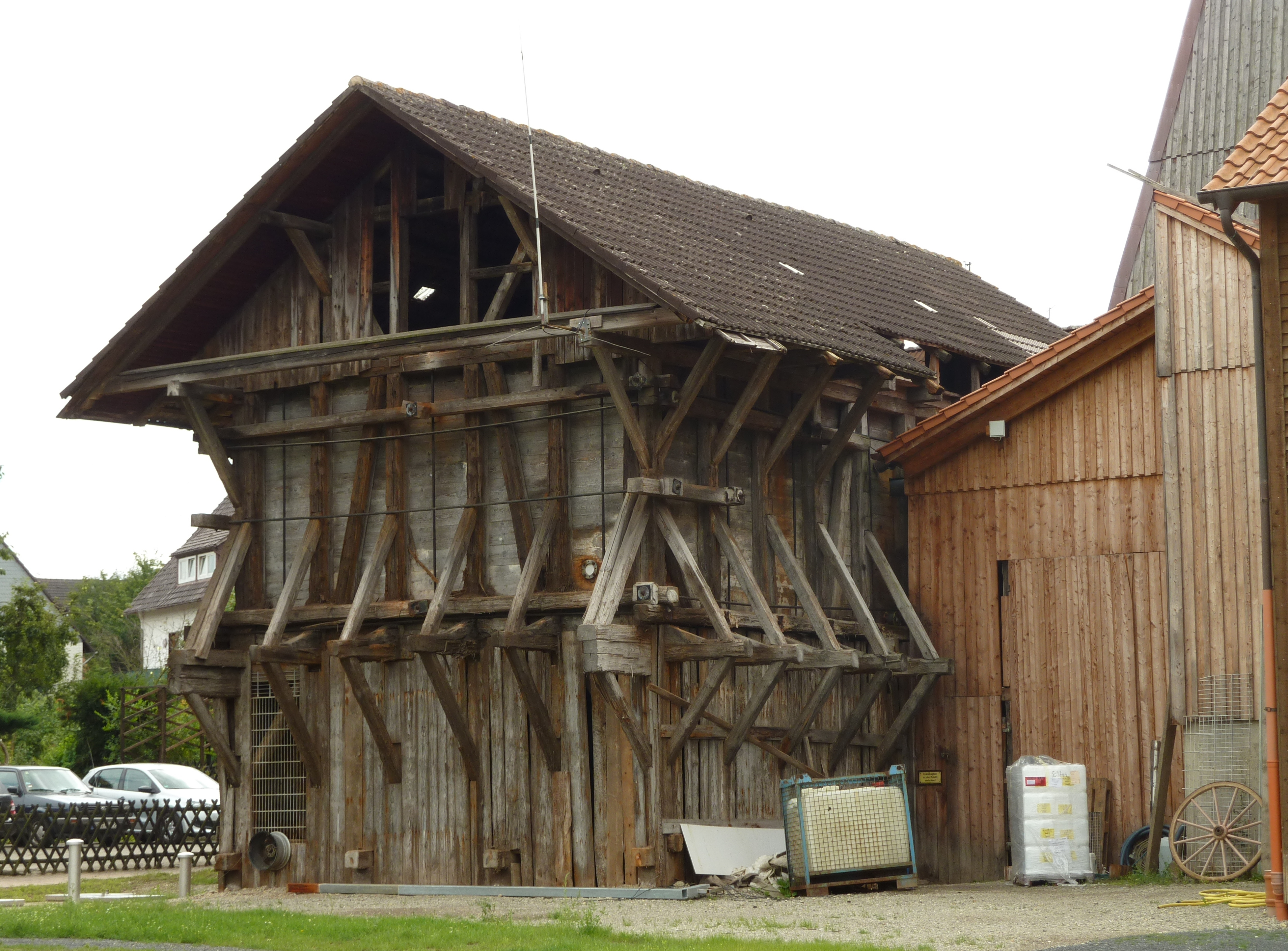
Ehemaliges Solereservoir der Saline, 1882

## Vorgeschichte
Bereits in vorhistorischer Zeit und bis in die 1980er Jahre hinein traten am Dorfbach bis zu dessen Verrohrung Solequellen zu Tage. Dabei handelte es sich um sichtbare Anzeichen des Salzvorkommens im Untergrund. Ab 1680 ist die Entwicklung der Saline wesentlicher Unterschied der Entwicklung des Dorfes Sülbecks im Vergleich zu seinen landwirtschaftlich geprägten Nachbardörfern, von denen nur Salzderhelden eine eigene Saline errichtet hatte.

## Baugeschichte
Der aufstrebende welfische Territorialstaat hatte in seiner Suche nach Einkünften die Errichtung einer Saline ins Auge gefasst. Am 26. April 1686 ordnete Fürst Ernst August von Calenberg-Göttingen-Grubenhagen an, dass in Sülbeck ein „Saltz- und Leckwerck“ zu bauen sei. Betrieben wurde das Projekt vom Drost zu Salzderhelden, Otto Friedrich von Moltke, dem letzten Bewohner der Heldenburg. Zunächst war wegen des hohen Salzgehaltes der Sole von mehr als 9,4 % daran gedacht worden, die Sole direkt zu versieden. Berechnungen ergaben jedoch, dass die Kosten für das dafür nötige Holz zu hoch gewesen wären. So wurde das Projekt stark erweitert und der Bau eines Gradierwerkes zur Anreicherung der Sole auf rund 20 % Salzgehalt vorgesehen. Das Gradierwerk war ca. 166 m lang und erstreckte sich in südlicher Richtung vom jetzigen Dorfplatz in Sülbeck.

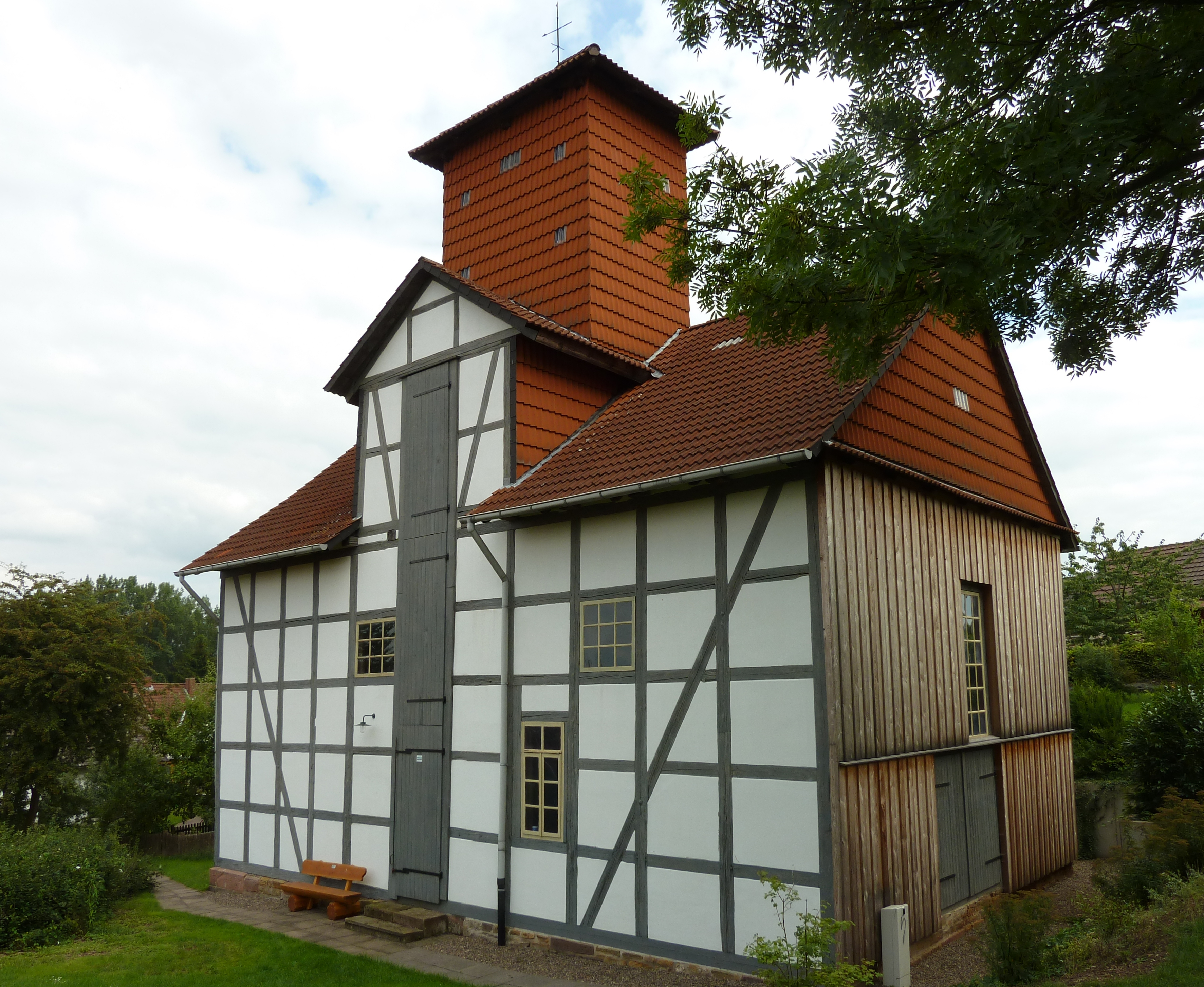
Oberer Bohrturm von 1865

Im Jahr 1686 waren ein Hauptbrunnen und zwei kleine Nebenbrunnen fertig. Um die Sole heraufzupumpen und das Gradierwerk zu beschicken, war eine hohe Pumpleistung notwendig. Einzig gangbare Kraftquelle zu jener Zeit war die Wasserkraft, die jedoch in Sülbeck nicht vorhanden war. Daher wurde ein Graben angelegt, um Wasser der Leine in Hollenstedt abzuzweigen und ca. 6,5 km dem Leinetalrand folgend um die Ortschaften Stöckheim und Drüber herum nach Sülbeck zu führen. Am Rand des jetzigen Dorfplatzes von Sülbeck machte der Kanal eine Biegung von 90° von Süden nach Osten und von dort wurde das Wasser wieder der Leine zugeführt. Etwa 100 hannoversche Soldaten gruben diesen Kanal, den die Anwohner Salzgraben nannten, in etwa zweijähriger Bauzeit. Ein großes unterschlächtiges Wasserrad auf dem jetzigen Dorfplatz konnte dann entsprechende Pumpen antreiben. Ein stilisiertes Wasserrad ist heute wesentlicher Bestandteil des Ortswappens. Ebenfalls auf dem jetzigen Dorfplatz in Sülbeck wurde ein Soleturm erbaut, von dem aus die Sole auf die Gradierwerke geleitet werden konnte. Im Jahr 1689 nahm die Industrieanlage den Betrieb auf. Bald kamen weitere Einrichtungen, wie ein zweites Gradierwerk, hinzu. Um 1700 produzierte die Saline Sülbeck mit den Gradierwerken dann etwa 300 Tonnen Salz pro Jahr, die Produktion wurde in den nächsten hundert Jahren auf 800 Tonnen gesteigert.
1870 ging die Saline in Privatbesitz der Familien Lockemann und Pflughöft über. Um 1897 arbeitete der Sohn des Salinenbesitzers Hermann Lockemann, der Chemiker Georg Lockemann in der Saline. 1950 ging die Saline Sülbeck in Konkurs und die Salinengebäude wurden abgerissen. Lediglich aus den verbliebenen Solequellen wurde in geringem Umfang Sole gefördert und ab 1955 unter dem neuen Namen Natursole Sülbeck vertrieben. 1988 übertrug die Besitzerin Elisabeth Lockemann ihrem Cousin Ulrich Birkelbach die Saline. Zu Beginn des 20. Jahrhunderts stieg der Ertrag auf über 5.000 Tonnen. Der Obere Bohrturm ist in einem Fachwerkbauwerk untergebracht und wurde von 2006 bis 2009 restauriert und ist seitdem ein Museum.
2009 wurden zwei neue Bohrungen durchgeführt. Insgesamt verkaufte das Unternehmen Natursole Sülbeck Ulrich Birkelbach e.K. 2014 rund 81.000 Tonnen Sole pro Jahr mit einem Salzgehalt von 26,5 Prozent und liefert rund 50 Prozent der Sole an mehrere Thermalbäder in Deutschland und die anderen 50 Prozent als Auftausalz für den Winterdienst und  zur Reinigung in der Industrie u. a. als Regeneriersalz.

## Infrastruktur

### Hafen
Der Transport der für das Salzsieden notwendigen Brennstoffe, zunächst Holz, zur Versiedung erfolgte per Pferdewagen. Die Brennholzbeschaffung war zu allen Zeiten der größte Kostentreiber. Brennholz wurde u. a. aus dem Harz herbeigeschafft. Die vormals landesherrliche, nunmehr privatisierte Saline konnte inzwischen auf Kohlelieferungen mittels Eisenbahn zurückgreifen. Im Jahr 1883 wurde daher der Salzgraben durch einen kleinen Hafen in Sülbeck erweitert. Der Hafen wurde direkt an der jetzigen Deichstraße in Sülbeck, gegenüber dem Dorfplatz angelegt (das Gebiet ist seit 2010 bebaut). Zunächst wurden die Schiffe getreidelt. Im Jahre 1886 wurde ein Dampfschlepper beschafft, der Schuten mit Kohle den Salzgraben von Salzderhelden bis nach Sülbeck hinaufziehen konnte. Zur Überwindung des Höhenunterschiedes zwischen Sülbeck und der Einmündung des Salzgrabens in die Leine wurden zwei Schleusen gebaut. Später wurde der erste Schlepper „Theodor“ durch den stärkeren Schlepper „Grubenhagen“ ersetzt. Nach dem Bau einer Drahtseilbahn wurde der Schiffsverkehr aufgegeben. Der Salzgraben wurde später auf voller Länge im Rahmen des Baues des Hochwasserrückhaltebeckens Salzderhelden in den 1970er Jahren verfüllt.

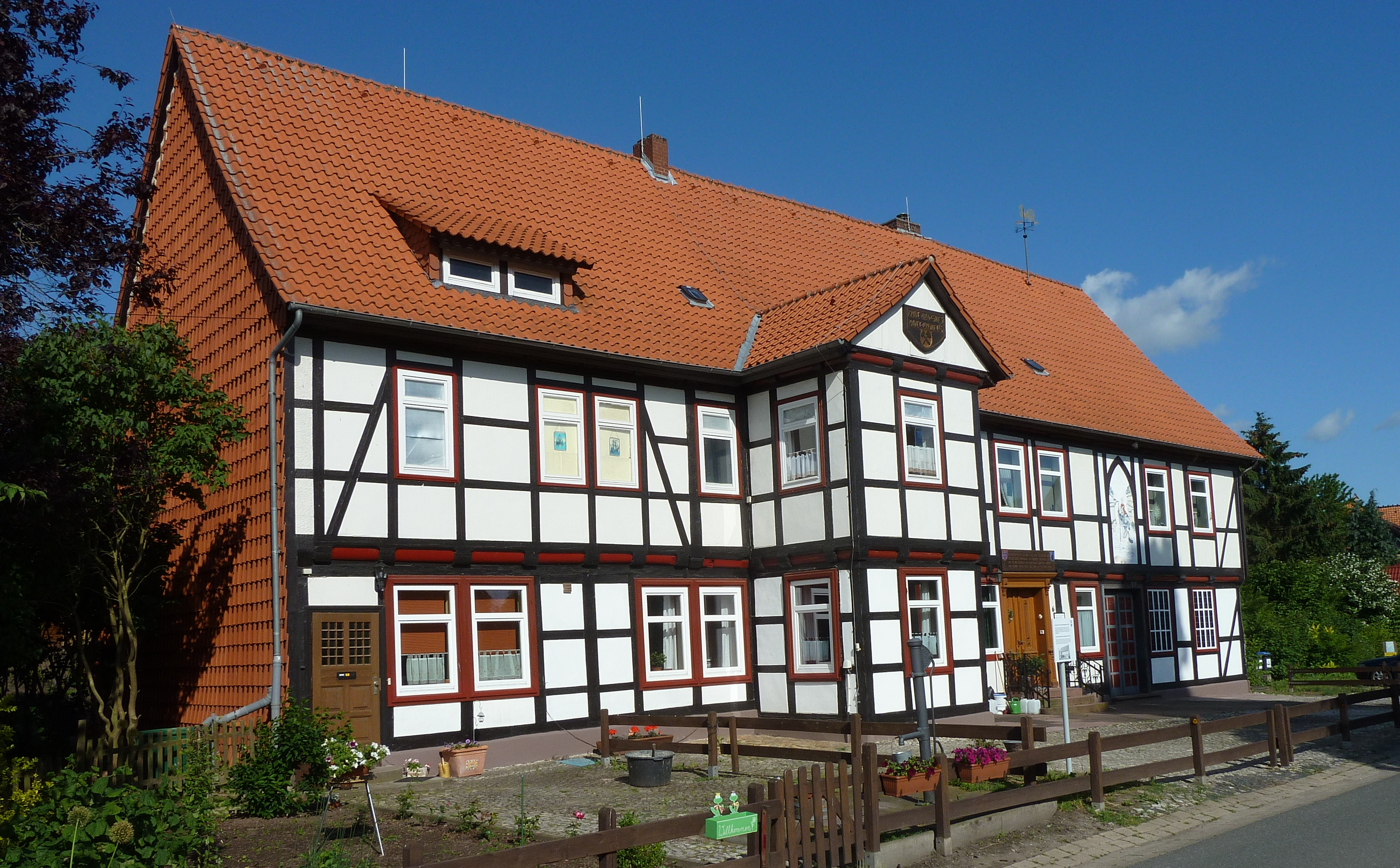
Faktoreihaus – Ehemaliges Verwaltungsgebäude der Saline und Salinenkapelle. Ursprünglich erbaut 1694

### Drahtseilbahn
1908 wurde mit dem Bau einer Seilbahnanlage zur Kohlebeförderung vom Bahnhof Salzderhelden nach Sülbeck begonnen. Die Seilbahn begann am Bahnhof in Salzderhelden, wurde durch die Leinewiesen nach Sülbeck geführt, kreuzte dort die jetzige Deichstraße und den Salzgraben und endete auf dem Salinengelände auf dem jetzigen Dorfplatz. Diese Anlage blieb bis zur kompletten Betriebseinstellung der Saline durch Konkurs im Jahre 1950 in Betrieb. Danach wurde sie, wie viele der überflüssigen Gebäude, abgebrochen. Die Betonfundamente der Seilbahnstützen sind teilweise in den Leinewiesen erhalten.

### Elektrizität und Telefon
Im Jahr 1899 wurde ein kleines Wasserkraftwerk in Sülbeck mit zwei Turbinen installiert. In Sülbeck und Drüber wurde die Elektrizität am 22. Dezember 1899 eingeführt. Kurz darauf folgte Vogelbeck auf der anderen Seite der Leine, am 1. Juli 1903 Stöckheim. Zum Vergleich: Die Stadt Northeim erhielt erst 1912 elektrisches Licht. Bereits im Jahre 1894 wurde eine Telefonverbindung zwischen Hollenstedt und Sülbeck installiert, die erste in der Gegend. Sie diente zur schnellen Regulierung des Wasserzuflusses des Salzgrabens von der Leine aus.